# Liriomyza patagoniensis
Liriomyza patagoniensis är en tvåvingeart som beskrevs av Spencer 1982. Liriomyza patagoniensis ingår i släktet Liriomyza och familjen minerarflugor. Inga underarter finns listade i Catalogue of Life.